# Megtört város
A Megtört város (eredeti cím: Broken City) 2013-ban bemutatott amerikai neo-noir dráma-thriller, melyet Brian Tucker forgatókönyvéből Allen Hughes rendezett. A főszerepben Mark Wahlberg, Russell Crowe és Catherine Zeta-Jones látható. Ez volt Hughes első önálló rendezői munkája, korábbi filmjeiben ikertestvérével, Alberttel működött együtt.
2013. január 18-án mutatták be a mozikban. Általánosságban vegyes kritikákat kapott az értékelőktől, és mindössze 34 millió dolláros bevételt tudott szerezni, amely a 35–56 milliós költségvetésével szemben nem jó eredmény.

## Cselekmény
Billy Taggart (Mark Wahlberg) anyagi gondokkal küszködő magánnyomozó. Évekkel korábban, még rendőrként egy gyilkossági ügyben bíróság elé került, de felmentették, a testülettől viszont távoznia kellett. New York polgármestere, Nicholas Hostetler (Russell Crowe) megbízza őt egy nyomozással, cserébe felajánlva neki rendőri jelvénye visszaadását. Taggartnak a polgármester hfelesége, Cathleen (Catherine Zeta-Jones) után kell nyomoznia, fényképes bizonyítékot szerezve a nő hűtlenségéről és a szerető kilétéről.
Taggart vállalja a munkát, és felfedezi, hogy Paul Andrews (Kyle Chandler), a polgármester politikai ellenfelének kampánymenedzsere titokban találkozgat Cathleennel. Billy a kérésnek megfelelően átadja a fotókat Hostetler számára. Amikor Andrews-t meggyilkolják, Billy rájön, hogy valami sokkal nagyobb és sokkal veszedelmesebb dologba keveredett, mint gondolta.

## Szereplők
| Szerep                          | Színész              | Magyar hang            |
| ------------------------------- | -------------------- | ---------------------- |
| Billy Taggart                   | Mark Wahlberg        | Stohl András           |
| Nicholas Hostetler polgármester | Russell Crowe        | Kőszegi Ákos           |
| Cathleen Hostetler              | Catherine Zeta-Jones | Tóth Enikő             |
| Carl Fairbanks                  | Jeffrey Wright       | Jantyik Csaba          |
| Jack Valliant                   | Barry Pepper         | Dolmány Attila         |
| Katy Bradshaw                   | Alona Tal            | Gáspár Kata            |
| Natalie Barrow                  | Natalie Martinez     | Majsai-Nyilas Tünde    |
| Tony Jansen                     | Michael Beach        | N/A                    |
| Paul Andrews                    | Kyle Chandler        | Gergely Róbert         |
| Todd Lancaster                  | James Ransone        | Rajkai Zoltán          |
| Sam Lancaster                   | Griffin Dunne        | Sinkovits-Vitay András |
| Ryan Blake                      | Justin Chambers      | Karácsonyi Zoltán      |

## DVD-megjelenés
A Megtört város DVD-n és Blu-rayen 2013. április 30-án jelent meg.

## Fordítás
- Ez a szócikk részben vagy egészben  a   Broken City című angol Wikipédia-szócikk fordításán alapul.  Az eredeti cikk szerkesztőit annak laptörténete sorolja fel. Ez a jelzés csupán a megfogalmazás eredetét és a szerzői jogokat jelzi, nem szolgál a cikkben szereplő információk forrásmegjelöléseként.